# Frederik Lassen
Frederik Lassen (* 25. März 1798 in Stoense; † Januar 1872 in Ordrup) war ein dänischer Kaufmann und kommissarischer Inspektor in Grönland.

## Leben
Frederik Lassen war der Sohn des Verwalters Nicolai Lassen und seiner Frau Dorthea Kaare. Sein 1724 geborener Großvater Nicolai Lassen war Mitte des 18. Jahrhunderts für ein Jahr als Missionar in Ilulissat tätig gewesen. Frederik Lassen war in jungen Jahren in einem Gerichtsbüro auf Langeland angestellt, bevor er 1817 nach Kopenhagen zog, wo er Schreiber einem Justizbüros wurde.
Er begab sich 1821 in Dienste von Den Kongelige Grønlandske Handel und wurde zum Handelsassistenten in Aasiaat ernannt. Kurz darauf wurde er nach Qeqertarsuaq versetzt und dann nach Uummannaq, wo er 1823 zur neugegründeten Anlage Niaqornat ausstationiert wurde. Am 17. August 1823 heiratete er in Uummannaq Sophia Frederikke Hount (1806–1833), Tochter des Kolonialverwalters Christian Friedrich Hount (1767–1808) und Cathrine Louise Tetzler verw. Cortzen. Aus der Ehe ging der Sohn Hans Nicolai Christian Lassen (1824–1898), der später ebenfalls im Handel tätig wurde. Bereits 1825 kehrte er nach Qeqertarsuaq zurück, wo er sofort zum kommissarischen Kolonialverwalter ernannt wurde. 1827 wurde er als Handelsassistent nach Ilimanaq versetzt, wo er auch die Aufsicht über die kurzzeitig aufgelöste ehemalige Kolonie in Qasigiannguit erhielt.
1829 verließ er Nordgrönland und wechselte als Kolonialverwalter nach Nuuk, im Folgejahr nach Sisimiut. 1832 zog er wieder nach Nuuk und vertrat hier den verreisten Carl Peter Holbøll ein Jahr lang als Inspektor von Südgrönland. Im Folgejahr reiste er selbst nach Dänemark und wurde nach seiner Rückkehr 1834 zum Kolonialverwalter in Qaqortoq ernannt. Nach dem frühen Tod seiner Frau heiratete Frederik Lassen 1834 in zweiter Ehe Inger Hedevig Elisabeth Tryde (1801–1864), Tochter des Lotteriekollektors Anders Holst Tryde und seiner Frau Cathrine Marie Elisabeth Pfeiffer. Aus dieser Ehe stammte der Sohn Frederik Tryde Lassen (1838–1920), der später wie sein Vater interim Inspektor wurde. Mit einem weiteren Aufenthalt in Dänemark von 1837 bis 1838 übte er das Amt bis 1841 aus.
Anschließend kehrte er nach Dänemark zurück, allerdings nur beurlaubt. Erst 1846 wurde er von seinem Amt befreit und erhielt eine Pension. 1847 wurde er zum Kammerrat ernannt und ließ sich bei Vanløse nieder. Dennoch kehrte er 1851 nach Grönland zurück und wurde Kolonialverwalter in Qeqertarsuatsiaat, bevor er 1856 pensioniert wurde und endgültig nach Dänemark zurückkehrte. Er starb 1872 im Alter von 73 Jahren in Dänemark.